# Ravi Vakil
Ravi Vakil (Toronto, 22 de fevereiro de 1970) é um matemático canadense. Trabalha com geometria algébrica.

## Vida
Vakil frequentou a escola no Martingrove Collegiate Institute em Etobicoke, Ontário. Estudou na Universidade de Toronto, onde obteve um mestrado em 1992, com um doutorado em 1997 na Universidade Harvard, orientado por Joe Harris, com a tese Enumerative geometry of curves via degeneration methods. Em seguida foi instrutor na Universidade de Princeton e no Instituto de Tecnologia de Massachusetts. Desde 2001 é Professor Assistente e desde 2007 Professor na Universidade Stanford.

## Obras
- A mathematical mosaic: patterns and problem solving, Mathematical Association of America (MAA)1997, 2. Auflage 2007
- com Kentaro Hori, Sheldon Katz, Albrecht Klemm, Aahul Pandharipande, Richard Thomas, Cumrun Vafa, Eric Zaslow Mirror Symmetry, American Mathematical Society 2003
- Editor Snowbird Lectures in Algebraic Geometry, Contemporary Mathematics, Band 388, American Mathematical Society 2005 (Snowbird Konferenz 2004)
- com D. Abramovich, M. Marino, M. Thaddeus, K. Behrend, M. Manetti Enumerative invariants in algebraic geometry and string theory, CIME Summer School 2005, Lecture notes in Mathematics, Band 1947, Springer Verlag 2008
- The moduli space of curves and its tautological ring, Notices AMS, Juni/Juli 2003, Online